# Közterület-felügyelet
A közterületek rendje és tisztasága mindannyiunk közérzetét, biztonságérzetét befolyásoló tényező. E rend és tisztaság hatékonyabb védelme céljából 1983 óta van lehetőség közterület-felügyelet (a továbbiakban: felügyelet) létrehozására. A 3/1983. (I. 29.) MT rendelet a fővárosi felügyelet felállításának teremtette meg a jogi alapját. A 16/1984. (III. 18.) MT rendelet pedig a városokat, illetőleg a gyógy- és üdülőterületi településeket hatalmazta fel ilyen sajátos hatáskörű szervezet megalakításra. Az azóta eltelt évtizedek társadalmi és gazdasági változásai, új biztonsági kihívásai új helyzetet teremtettek, amelyet a jogalkotásnak is követnie kellett. 2000. január 1-től a felügyeletek működésének és feladatrendszerének szabályozása törvényi szintre emelkedett. 2013. január 1-től a közterület-felügyelők pedig már mint rendészeti feladatot ellátó személyek teljesítenek szolgálatot. Napjainkban közel 300 önkormányzatnál mintegy 2500 felügyelő végzi munkáját.

## Szervezet és jogállás
Közterület-felügyeletet a községi, a városi képviselő-testület, a megyei jogú városi közgyűlés, a fővárosban - a helyi önkormányzatokról szóló törvény keretei között - a fővárosi kerületi képviselő-testület és a közgyűlés hozhat létre a polgármesteri (főpolgármesteri) hivatal belső szervezeti egységeként, önálló költségvetési szervként vagy költségvetési szerv belső szervezeti egységeként. Közterület-felügyeletet több önkormányzat társulásos formában is működtethet. A közterület-felügyelet feladatait a polgármesteri, a főpolgármesteri hivatalban alkalmazott egy vagy több felügyelő is elláthatja. Magyarország helyi önkormányzatairól szóló törvény alapján létrehozott önkormányzati rendészeti szerv tagjaként közterület-felügyelő is foglalkoztatható.

## A közterület-felügyelet feladata
- a közterületek jogszerű használatának, a közterületen folytatott engedélyhez, illetve útkezelői hozzájáruláshoz kötött tevékenység szabályszerűségének ellenőrzése;
- a közterület rendjére és tisztaságára vonatkozó jogszabály által tiltott tevékenység megelőzése, megakadályozása, megszakítása, megszüntetése, illetve szankcionálása;
- közreműködés a közterület, az épített és a természeti környezet védelmében;
- közreműködés a társadalmi bűnmegelőzési feladatok megvalósításában, a közbiztonság és a közrend védelmében;
- közreműködés az önkormányzati vagyon védelmében;
- közreműködés a köztisztaságra vonatkozó jogszabályok végrehajtásának ellenőrzésében;
- közreműködés állat-egészségügyi és ebrendészeti feladatok ellátásában;
- a mozgásában korlátozott személy parkolási igazolványa jogszerű használatának és birtoklásának az ellenőrzése;
- a helyi közutakon, a helyi önkormányzat tulajdonában álló közforgalom elől el nem zárt magánutakon, valamint tereken, parkokban és egyéb közterületen a közúti járművel történő várakozási közszolgáltatás (a továbbiakban: parkolás) biztosítása, valamint a parkolásért járó ellenérték megfizetésének ellenőrzése és a fizetés elmaradása esetére előírt jogkövetkezmények alkalmazása.

A felügyeletnek, illetőleg a felügyelet részéről eljáró felügyelőnek feladatot - a fenti keretek között - törvény, kormányrendelet és a fenntartó önkormányzat rendelete állapíthat meg. Az önkormányzat rendelete csak olyan feladatot állapíthat meg, melyet törvény vagy kormányrendelet nem utal más szerv hatáskörébe.

## A közterület-felügyelő

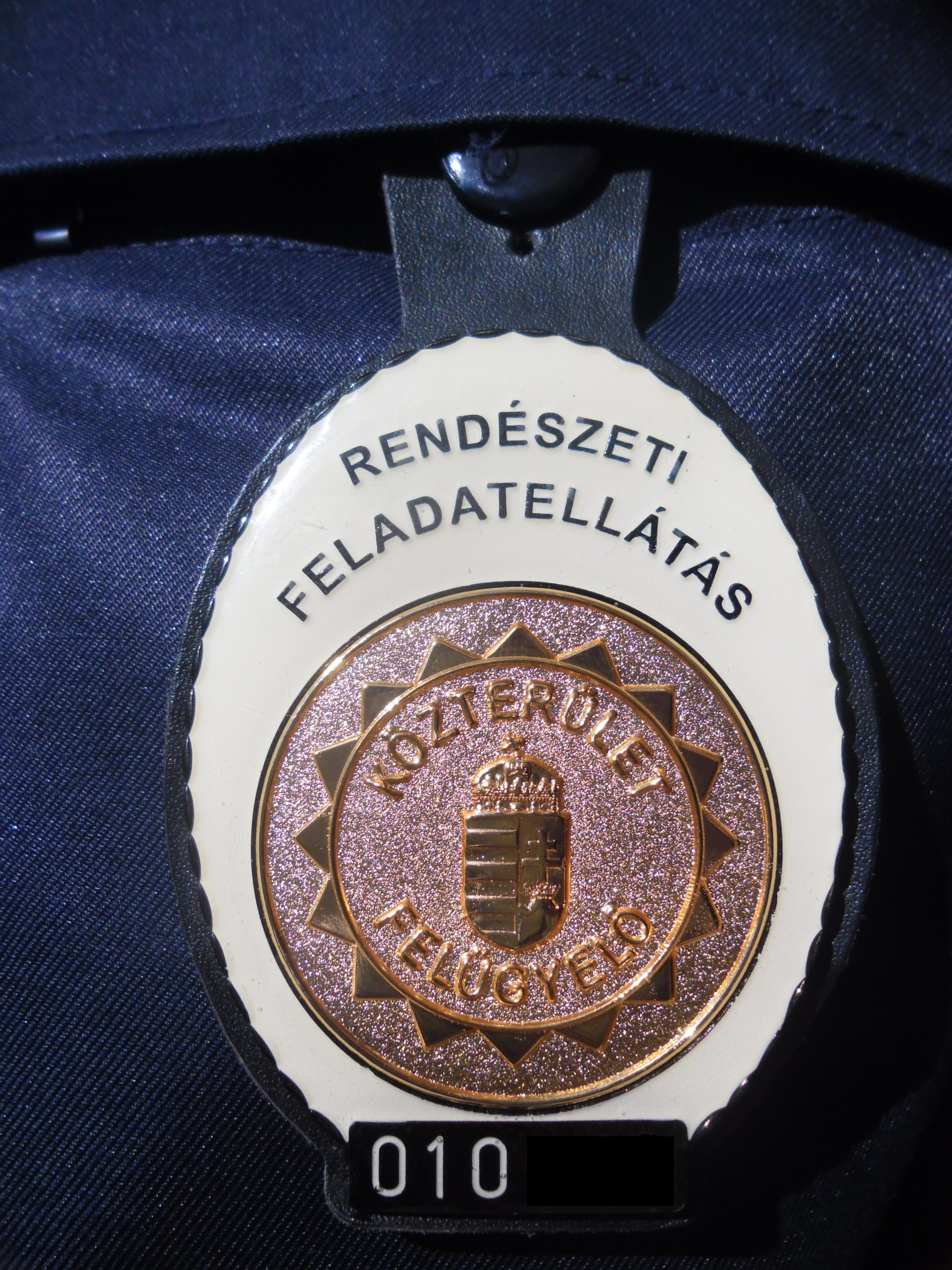
A 2013-tól rendszeresített, országosan egységes közterület-felügyelői jelvény

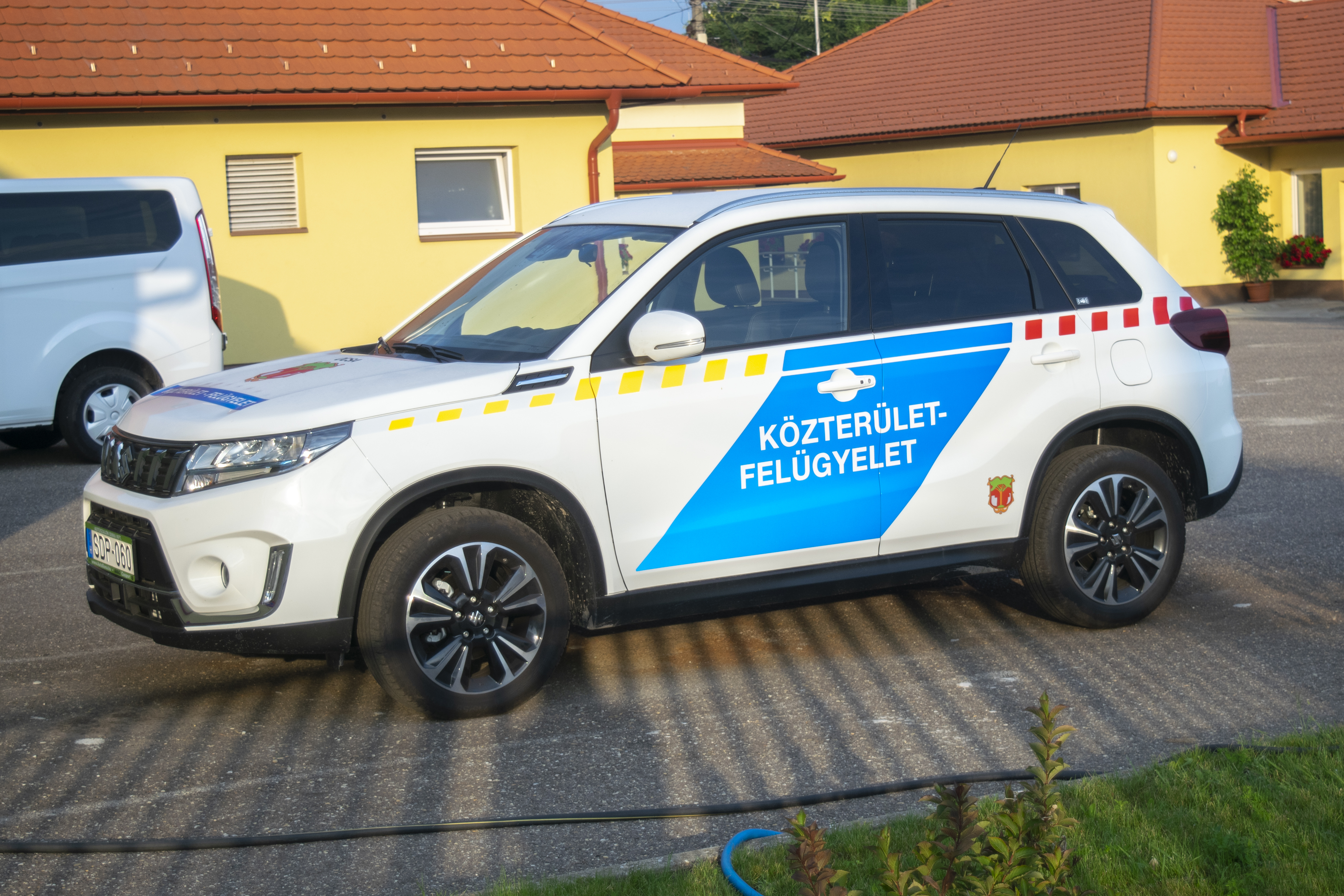
Suzuki Vitara,Ócsa Város Közterület-felügyelet

Közterület felügyelőként csak olyan büntetlen előéletű magyar állampolgár foglalkoztatható, aki legalább érettségivel rendelkezik és megfelel a külön jogszabályokban előírt egészségügyi és képesítési követelményeknek.
A feladatkörében eljáró felügyelő hivatalos személy. Feladatát a fenntartó önkormányzat illetékességi területén lévő közterületen, az önkormányzat intézményeinek, gazdasági szervezeteinek területén, valamint az önkormányzat tömegközlekedési feladatának ellátása során üzemeltetett tömegközlekedési eszköz szerződésszerű használatának ellenőrzése során látja el.
A halászati őrre, az önkormányzati természetvédelmi őrre, a mezőőrre, az erdészeti szakszemélyzet tagjára és a jogosult erdészeti szakszemélyzet tagjára előírt képzettségi feltételek megléte esetén a feladatát ellátó közterület-felügyelő, amennyiben a munkaköréhez tartozó működési területek fekvése egybeesik, megbízható a halászati őr, az önkormányzati természetvédelmi őr, a mezőőr, az erdészeti szakszemélyzet tagja és a jogosult erdészeti szakszemélyzet tagja hatáskörébe tartozó feladatok ellátásával.
A felügyelő a feladatát járőrszolgálat vagy őrszolgálat keretében országosan egységes egyenruhában teljesíti. A felügyelő szolgálata teljesítésekor egyenruhájára kitűzve viseli az országosan egységes, egyedi azonosító számmal ellátott felügyelői jelvényt. A felügyelő – a helyi önkormányzat rendeleti szabályozása esetén – a település jelképét karjelzésként viseli.

### Felügyelői intézkedések
- A felügyelő a jogszabályokban[10] előírt módon köteles intézkedni vagy intézkedést kezdeményezni, ha a feladatkörébe tartozó jogszabálysértő tényt, tevékenységet, mulasztást észlel vagy olyan tényt, tevékenységet, mulasztást hoznak tudomására, amely a feladatkörébe tartozó ügyben beavatkozást tesz szükségessé.

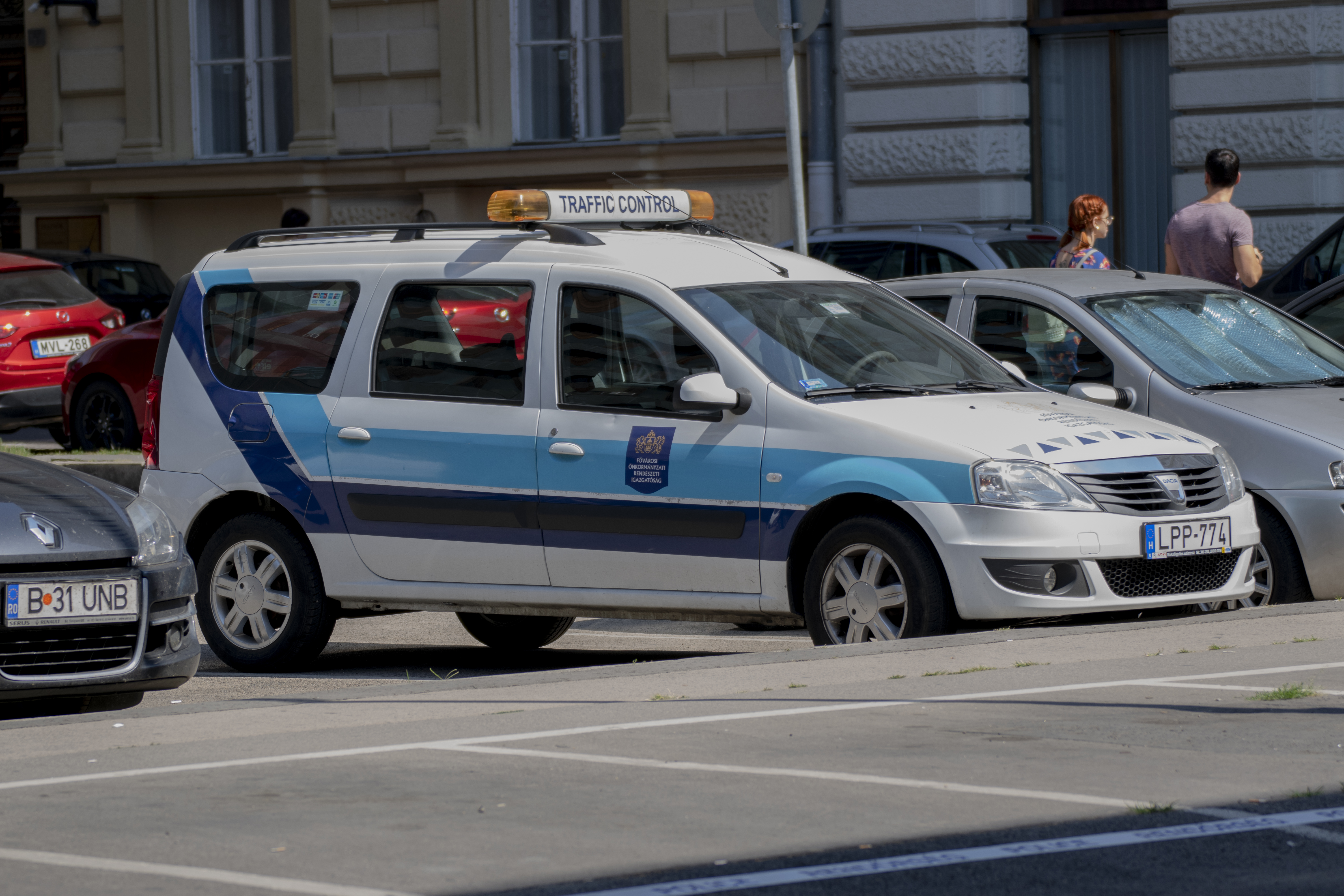
Fővárosi Önkormányzati Rendészeti Igazgatóság járőrautója

- Fővárosi Önkormányzati Rendészeti Igazgatóság járőrautója A felügyelő jogosult a törvényben meghatározott feladataival összefüggő jogellenes cselekmény, szabálysértés, bűncselekmény elkövetésén tetten ért személyt a cselekmény abbahagyására felszólítani, valamint a cselekmény folytatásában megakadályozni.

- A felügyelő köteles a – törvényben meghatározott feladataival összefüggésben – hozzáfordulóknak a tőle elvárható segítséget, illetve felvilágosítást megadni.

- A felügyelő felvilágosítást kérhet attól, akiről alaposan feltehető, hogy a felügyelői feladat ellátásához érdemi tájékoztatást tud adni.

- A közterület használatára vonatkozó végleges határozatban, tulajdonosi (kezelői) hozzájárulásban foglaltak megszegése vagy elmulasztása esetén a felügyelő köteles felhívni a kötelezettet az előírások betartására.

- A felügyelő a szabálysértésen vagy más jogellenes cselekményen tetten ért személyt a személyazonosságának megállapítása érdekében igazoltathatja.

- A szabálysértés elkövetését beismerő személlyel szemben szóbeli figyelmeztetést alkalmazhat, ha az elkövetett cselekmény oly csekély mértékben veszélyes a társadalomra, hogy még a helyszíni bírság kiszabása is szükségtelen.

- A felügyelőnek lehetősége van a szabálysértővel szemben – amennyiben azt jogszabály lehetővé teszi – helyszíni bírság kiszabására,[11] amelynek összege 5000 Ft-tól 50 000 Ft-ig, hat hónapon belül újabb szabálysértés elkövetése esetén 70 000 Ft-ig terjedhet. Helyszíni bírságolás esetén a közúti közlekedési előéleti pontrendszer hatálya alá tartozó megállási, várakozási, behajtási és korlátozási tilalmat megszegő járművezetőknek büntetőpontokat is ad.

- Ha a kívánt cél helyszíni bírságolással nem érhető el vagy az elkövető a helyszíni bírságolás tényét nem veszi tudomásul, esetleg a helyszíni bírság összegét vitatja, a közterület-felügyelő feljelentést tesz.

- A felügyelő jogosult a jogszabályokban meghatározott esetekben közigazgatási bírságot alkalmazni vagy közigazgatási hatósági eljárást kezdeményezni.

- A felügyelő jogosult a tetten ért személyt bűncselekmény vagy azon szabálysértési elzárással is büntethető szabálysértés esetén, amely tekintetében helyszíni bírságot szabhat ki az eljárás lefolytatása érdekében haladéktalanul előállítani a helyi rendőri szervhez, vagy a rendőrséggel egyeztetett helyszínen a rendőrség részére átadni. Ellenszegülés esetén az előállításhoz a Rendőrségről szóló törvény szerint a rendőrség segítségét kell kérnie.

- A felügyelő szolgálata ellátása során jogosult törvényben meghatározott feladatával összefüggő jogellenes cselekmény elkövetésén tetten ért személyt, ha nem igazolja személyazonosságát, vagy ha a tetten ért személy az előállításnak ellenszegül vagy az előállítás egyéb okból nem hajtható végre a rendőrség megérkezéséig - de legfeljebb két óra időtartamra - visszatartani. Visszatartható a dolog ideiglenes elvétele intézkedés végrehajtása érdekében a törvényben meghatározott dolog kiadását megtagadó személy is a rendőrség, a jogosult, vagy az eljáró hatóság helyszínre érkezéséig.

- A felügyelő a helyi közúton jogosult megállítani, illetve feltartóztatni a köztisztasági szabályokat, továbbá a megállásra, várakozásra vagy táblával jelzett behajtási tilalomra vagy korlátozásra vonatkozó szabályokat megszegő járműveket.

- A felügyelő a törvényben meghatározott feladatkörébe tartozó jogellenes cselekmény, valamint azon szabálysértések esetén, amellyel kapcsolatban helyszíni bírság kiszabására jogosult, a szabálysértés vagy bűncselekmény elkövetésével gyanúsítható személy ruházatát, csomagját és járművét átvizsgálhatja.

- A felügyelő azt a dolgot, amely az általános közigazgatási rendtartásról szóló törvény, a szabálysértésekről, a szabálysértési eljárásról és a szabálysértési nyilvántartási rendszerről szóló törvény, vagy a büntetőeljárásáról szóló törvény alapján lefoglalható, bizonyítékként felhasználható, valamint a támadásra vagy az önveszély okozására alkalmas tárgyat a rendőrségnek, a jogosultnak, vagy az eljáró hatóságnak történő átadásig átvételi elismervény ellenében ideiglenesen elveheti.

- A felügyelő a mozgáskorlátozott igazolványt a helyszínen jegyzőkönyv ellenében elveszi, ha az érvénytelen, vagy megalapozott gyanú van arra, hogy az igazolvány hamis, meghamisították vagy azzal más módon visszaéltek.

- Ha a korlátozott várakozási övezetben díjfizetés nélkül várakozó, a kiemelten védett, védett vagy korlátozott várakozási övezetben érvényes engedély nélkül elhelyezett, illetve a közterületen szabálytalanul elhelyezett jármű balesetveszélyt nem jelent, és a forgalmat nem akadályozza, rögzítésére – a jármű elszállításáig vagy további intézkedésig – a felügyelő kerékbilincset alkalmazhat.[12]

- A felügyelő - az üzemben tartó értesítése mellett - elszállítással eltávolíthatja a közterületen szabálytalanul elhelyezett járművet, ha az a közúti forgalom biztonságát vagy a közbiztonságot veszélyezteti illetve a helyi közúton közterület-használati engedély nélkül tárolt, hatósági jelzéssel nem rendelkező azon járművet, amely a közúti forgalomban csak ilyen jelzéssel vehet részt

- A felügyelő az intézkedéssel érintett személyről, az intézkedés vagy az eljárás szempontjából lényeges környezetről és körülményről, tárgyról kép- és hangfelvételt készíthet. A felügyelet közterületen, közbiztonsági, illetve bűnmegelőzési célból, bárki számára nyilvánvalóan észlelhető módon képfelvevőt (térfigyelő kamerát) helyezhet el, és felvételt készíthet.

- A felügyelő a vagyonvédelmi feladatainak ellátása során - a képviselő-testület rendelkezésére - az önkormányzat tulajdonában, használatában lévő vagyont (épületet, építményt, tömegközlekedési eszközt, járművet vagy más dolgot) véd, őriz, illetve közbiztonsági szempontból ellenőriz. Az általa védett vagyon őrzése során az érintett épületet vagy építményt lezárhatja, az oda illetéktelenül belépni kívánó személy belépését megakadályozhatja, valamint az illetéktelenül ott tartózkodókat eltávolíthatja.

### A felügyelő által használható kényszerítő eszközök
A közterület-felügyelő
- az intézkedés kikényszerítése céljából testi kényszert és vegyi eszközt,
- kizárólag önvédelmi célból szolgálati kutyát, valamint rendőrbotot,
- az előállításnak ellenszegülő személy támadásának, valamint szökésének megakadályozása érdekében bilincset

alkalmazhat.
A kényszerítő eszközök alkalmazásának szabályai:
- A közterület-felügyelő kényszerítő eszközt – az arányosság követelményét szem előtt tartva – akkor alkalmazhat, ha az intézkedés alá vont magatartására, ellenszegülésének mértékére figyelemmel indokolt.
- Jogszabály eltérő rendelkezésének hiányában a kényszerítő eszköz alkalmazását jól hallható, közérthető és határozott módon a következő sorrendben meg kell előznie:
  - a jogellenes magatartás abbahagyására való felszólításnak, „a törvény nevében” szavak előrebocsátásával, valamint
  - a figyelmeztetésnek, hogy kényszerítő eszköz alkalmazása következik.
- Kényszerítő eszköz - a testi kényszer és a bilincs kivételével - nem alkalmazható a magatehetetlen és a gyermekkorú személlyel, továbbá a terhes nővel szemben, ha e körülményekről az intézkedő felügyelőnek tudomása van, vagy azok számára nyilvánvalóan felismerhetők.
- Nincs helye kényszerítő eszköz további alkalmazásának, ha az ellenszegülés megtört vagy az intézkedés eredményessége anélkül is biztosítható.

### Szabálysértések
A szabálysértési törvény az alábbi cselekmények elkövetőivel szemben hatalmazza fel a közterület-felügyelőt a helyszíni bírságolás jogával:
- tulajdon elleni szabálysértés;
- polgári felhasználású robbanóanyaggal és pirotechnikai termékkel kapcsolatos szabálysértés;
- koldulás;
- tiltott szerencsejáték;
- közerkölcs megsértése;
- veszélyeztetés kutyával;
- csendháborítás;
- köztisztasági szabálysértés;
- veszélyeztetés tárgyak elhelyezésével, eldobásával;
- szeszesital-árusítás, -kiszolgálás és -fogyasztás tilalmának megszegése;
- jogosulatlan közterületi értékesítés;
- jégen tartózkodás szabályainak megszegése;
- tiltott fürdés;
- személyazonosság igazolásával kapcsolatos kötelességek megszegése;
- közúti közlekedési szabályok kisebb fokú megsértése. (ezek közül csak a megállás, a várakozás, a táblával jelzett behajtási tilalom vagy korlátozás megszegése esetén)

A közterület-felügyelő az alábbi közérdekű munkával büntethető szabálysértés miatt is jogosult intézkedni:
- Életvitelszerű közterületi tartózkodás szabályainak megsértése

### Közigazgatási eljárások
A közterület-felügyelő az alábbi esetekben szabhat ki közigazgatási (helyszíni) bírságot:
- A közúti közlekedésről szóló törvényben[14] és a hozzá kapcsolódó rendeletben[15] meghatározott táblával jelzett behajtási tilalmak megszegése
- Közterületi dohányzás szabályainak megszegése[16]
- A helyi önkormányzatok rendeleteiben foglalt közösségi együttélés alapvető szabályainak, ezek közül főleg a közterületek és zöldfelületek jogszerű használatának, a köztisztasággal és a hulladékgazdálkodással kapcsolatos szabályoknak, az állattartás (különösen az ebtartás) rendjének, valamint a járművek forgalmára, parkolására vonatkozó helyi szabályoknak a megsértése

### Jogorvoslat
A felügyelői intézkedések miatti jogorvoslatra a közigazgatási hatósági eljárás, illetőleg a szabálysértési eljárás szabályai az irányadók. Ha a felügyelői intézkedést követően közigazgatási hatósági vagy szabálysértési jogorvoslati eljárás nem indul, az intézkedéssel szemben panasznak van helye. A felügyelő az intézkedésről, amennyiben kényszerítő eszközök alkalmazására is sor került szóban - haladéktalanul, rövid úton - jelentést tesz a munkáltatójának. Az intézkedés vagy kényszerítő eszköz alkalmazását követően a felügyelő - két napon belül - írásban jelentést készít a munkáltatója részére, a munkáltató az intézkedés vagy kényszerítő eszköz alkalmazásának jogszerűségét kivizsgálja.
Akinek a kényszerítő eszköz alkalmazása jogát vagy jogos érdekét sértette a rendőrséghez fordulhat panasszal. A rendőrségnél a panaszt a kényszerítő eszköz alkalmazásától, ha pedig a panasz előterjesztője az őt ért jogsérelemről később szerzett tudomást, a tudomásszerzéstől számított nyolc napon, de legkésőbb a kényszerítő eszköz alkalmazásának időpontjától számított három hónapon belül lehet előterjeszteni. A rendőrség a panaszról a beérkezését követő naptól számított harminc napon belül - a közigazgatási hatósági eljárás szabályai szerint – dönt. A rendőrség döntésével szemben a közterület-felügyelő, valamint az érintett személy - a közigazgatási hatósági eljárás szabályai szerint - jogorvoslattal élhet.